# 레보설피리드
네오프라드라는 상표명으로 판매되는 레보술피리드는 대체된 벤자미드 항정신병약으로 중심부와 주변부 모두에서 도파민D2 수용체 활성의 선택적 대항제인 것으로 보고됐다.그것은 비정상적인 신경완화제고 프로키네틱스제다.레보술피리드는 또한 기분을 상승시키는 특성을 가지고 있다고 주장한다.
화학적으로는 설피라이드의 (S)-(--) 항산화 물질이다.

## 사용처
Levosulpiride는 다음과 같은 치료에 사용된다.
- 정신 질환
- 특히 정신분열증의 부정적인 증상들
- 불안 장애
- 저혈증
- 현기증
- 난독증
- 과민성 장 증후군
- 조루

레보술피리드는 현재 영국이나 다른 유럽 국가에서 조루 치료 허가를 받지 않았다

## 부작용
부작용으로는 아메노레아, 자네코마스티아, 갈락터레아, 성욕의 변화, 신경성 악성 증후군이 있다.미국에서는 2013년 현재 레보설피리드에 대한 부작용 사례가 FDA 부작용 보고 시스템 데이터베이스에 단 한 건만 기록돼 있다.인도에서 저선량 레보술피리드에 의한 급속진동 저항성 디스토니아 사례가 보고되었다

## 작용기전
설피라이드는1 도파민2 D 수용체와 D 수용체를 모두 차단하는 대부분의 다른 신경 렙틱과 대조적으로 더 선택적이며 주로 도파민 D 길항제2 역할을 한다.설피리드는 노레피네프린, 아세틸콜린, 세로토닌, 히스타민 또는 감마아미노부틸산(GABA) 수용체에 대한 효과가 부족한 것으로 보인다.

## 약리역학
설피라이드는 대체 벤자미드 파생상품이며 항정신병 및 항우울제 활성을 가진 선택적 도파민 D 길항제다2.다른 벤츠아미드 파생상품으로는 메토클로프라미드, 티아프라이드, 술토프라이드 등이 있다.

## 참조
1. Levosulpiride - S-(-)-Sulpiride". Generon. Retrieved 2016-08-31.
2. Levosulpiride". Stratech Scientific Ltd. Retrieved 2016-08-31.
3. Poluzzi E, Raschi E, Koci A, Moretti U, Spina E, Behr ER, et al. (June 2013)."Antipsychotics and torsadogenic risk: signals emerging from the US FDA Adverse Event Reporting System database". Drug Safety. 36 (6): 467–79. doi:10.1007/s40264-013-0032-z. PMC 3664739. PMID 23553446.
4. "Levosulpiride drug information". DrugsUpdate India.
5. Naskar S, Nath K (January 2007). "Rapid onset resistant dystonia with low dose of Levosulpiride". British Journal of Psychiatry. 190 (1): 81. doi:10.1192/bjp.190.1.81a.
6. "Sulpiride". DrugBank. DB00391.